# Дуран, Массимилиано
Массимилиано Дуран (итал. Massimiliano Duran; род. 3 ноября 1963, Феррара, Италия) — итальянский боксёр-профессионал, выступающий в первой тяжёлой (Cruiserweight) весовой категории. Является экс-чемпионом мира по боксу по версии ВБС (WBC).

## Таблица профессиональных поединков
В таблице перечислены результаты всех поединков боксёров.
В каждой строке указан результат поединка. Дополнительно номер поединка обозначен цветом, который обозначает итог поединка. Расшифровка обозначений и цветов представлена в нижеследующей таблице.
| Пример | Расшифровка                     |
| ------ | ------------------------------- |
|        | Победа                          |
|        | Ничья                           |
|        | Поражение                       |
|        | Планируемый поединок            |
|        | Поединок признан несостоявшимся |
| КО     | Нокаут                          |
| ТКО    | Технический нокаут              |
| PTS    | Решение судей (по очкам)        |
| UD     | Единогласное решение судей      |
| MD     | Решение большинства судей       |
| SD     | Раздельное решение судей        |
| RTD    | Отказ от продолжения боя        |
| DQ     | Дисквалификация                 |
| NC     | Поединок признан несостоявшимся |

| 25 поединков, 19 побед (8 нокаутом), 6 поражений. | 25 поединков, 19 побед (8 нокаутом), 6 поражений. | 25 поединков, 19 побед (8 нокаутом), 6 поражений. | 25 поединков, 19 побед (8 нокаутом), 6 поражений. | 25 поединков, 19 побед (8 нокаутом), 6 поражений. | 25 поединков, 19 побед (8 нокаутом), 6 поражений. | 25 поединков, 19 побед (8 нокаутом), 6 поражений.                                |
| Бой                                               | Рекорд                                            | Дата                                              | Соперник                                          | Место боя                                         | Результат                                         | Данные о бое                                                                     |
| ------------------------------------------------- | ------------------------------------------------- | ------------------------------------------------- | ------------------------------------------------- | ------------------------------------------------- | ------------------------------------------------- | -------------------------------------------------------------------------------- |
| 25                                                | 19-6                                              | 2 ноября 1994                                     | Алексей Ильин (10-0)                              | Palasport Рим Италия                              | TKO 4 (12)                                        | Бой за вакантный титул WBC International 1-м тяжёлом весе.                       |
| 24                                                | 19-5                                              | 2 февраля 1994                                    | Карл Томпсон (14-3)                               | Palasport Феррара Италия                          | KO 8 (12)                                         | Бой за титул чемпиона Европы по версии EBU (1-я защита Дурана) 1-м тяжёлом весе. |
| 23                                                | 19-4                                              | 22 июня 1993                                      | Дерек Ангол (27-2)                                | Palasport Феррара Италия                          | KO 11 (12)                                        | Бой за вакантный титул чемпиона Европы по версии EBU 1-м тяжёлом весе.           |
| Бой                                               | Рекорд                                            | Дата                                              | Соперник                                          | Место боя                                         | Результат                                         | Данные о бое                                                                     |